# 長谷川忍
長谷川 忍（はせがわ しのぶ、1978年〈昭和53年〉8月6日 - ）は、日本のお笑い芸人、俳優。シソンヌのツッコミ（コントによってはボケ）担当、立ち位置は向かって右。
静岡県浜松市出身。身長185cm、体重87kg。血液型A型。吉本興業所属。

## 来歴
- 静岡県立三ヶ日高等学校（現・静岡県立浜松湖北高等学校）卒業。
- 高校卒業後は上京してフリーターとなり、麻布十番のモノマネショーパブ「リトモ・ディ・ブリブリ・ブッスン」[1]でのアルバイト仲間とお笑いコンビを組んで1年ほど活動するが相方の失踪により解散[2]。
- 2005年、東京NSCに入学（11期生）。
- 2006年、同期のじろうとシソンヌを結成。
- 2014年、シソンヌとしてキングオブコント優勝。
- 2020年12月10日、浜松市やらまいか大使に委嘱された[3]。
- 2023年、日本テレビで4月3日より放送開始のワイドショー番組・『DayDay.』で月曜日のコメンテーターとして出演。自身初のワイドショー及び生放送番組のレギュラーとなった。

## 趣味・嗜好
- 趣味はレコード収集、自己嫌悪、ファッション、スニーカー、ゲーム、海外セレブゴシップ、そば巡り、アメコミTOY、アメコミフィギュア[4]。
- 佐藤ピリオド.（元御茶ノ水男子）と仲が良く、佐藤は一期上の先輩である長谷川の事を「友達」だと語っている。

## 家族・家庭
- 実家は寿司屋を営んでいる[5]。
- 10歳下の弟がいる。
- 2016年にオス猫の「コピー」（スコティッシュフォールド）、2017年には妹分の「ぽこみ」が家族になった[6]。
- 2017年3月25日、自身のTwitterで入籍を発表[7]。2022年4月24日、第1子誕生を公表[8]。

## 単独出演

### テレビバラエティ

#### レギュラー番組
現在の出演番組
- 呼び出し先生タナカ（2022年4月24日 - 、フジテレビ）- 副担任[9]
- BAZOOKA!!!（2023年3月25日 - 、ABEMA）
- DayDay.（2023年4月3日 - 、日本テレビ）- 月曜日コメンテーター
- 芸能人が本気で考えた!ドッキリGP（フジテレビ）- 準レギュラー
- 何か“オモシロいコト”ないの?（2023年10月2日 - 、フジテレビ）- MC
- ぐ〜たくさん（2024年10月6日 - 、中京テレビ）- ぐ〜たくファミリーとして隔週出演

過去の出演番組
- カウントダウン E.T（2013年7月 - 2014年3月、MUSIC ON! TV）- バイト君として週替り出演
- 七人のコント待 第10期（2015年6月 - 7月、NHKBSプレミアム）
- ヒルナンデス!（2019年 - 2021年、日本テレビ）- 木曜日コーナーレギュラー
- ニンジャラ・ナンジャラ（2021年10月12日 - 12月25日、テレビ愛知）
- 黄金の定食（2022年1月16日 - 4月、テレビ東京）- MC ※大橋和也（なにわ男子）とダブルMC
- 恋愛トキワ荘（2022年9月 - 12月、フジテレビ）- MC
- シソンヌ長谷川×○○のキマリ（2022年10月 - 2023年9月、テレビ朝日）
- 月曜PLUS!「THEスピリット〜闘魂レスラー発掘プロジェクト〜」（2023年1月10日 - 3月14日、フジテレビ）- MC
- 内村と相棒（2023年4月12日  - 9月20日、フジテレビ）
- しずおか びっくりTV（静岡放送）- びっくりハンター
- e-elements GAMING HOUSE SQUAD（2023年6月12日 -  2024年4月12日、TOKYO MX・アニマックス） - MC[10]

#### 特別番組
＊MCもしくはメインキャスト
- 菊池風磨の許せないTV（2022年3月19日、フジテレビ）- アシスタント
- なんかいみちゃうTV（2022年3月27日、フジテレビ）- MC[11]
- 世界のお店にツッコみたい!（2022年6月25日、テレビ東京）- MC[12]
- サンバリュ（日本テレビ）
  - 押っ忍!おもロケ団「コストコでへぇ～禁止旅」（2021年8月29日）- 進行[13]
  - カタミのレシピ（2022年11月27日）- MC[14]
  - 今すぐ知りTIME（2023年11月12日）- MC※出川哲朗とダブルMC[15]
  - 愛の褒めごろし-私しか知らない棘あり処世術-（2024年4月21日）- MC※ヒコロヒーとダブルMC[16]
- 全力!SEVENTEEN（2022年12月10日・12月17日、テレビ朝日）- MC ※吉村崇（平成ノブシコブシ）とダブルMC
- ようこそ運ダーランド（2022年12月24日 - 、東海テレビ・フジテレビ系列）- MC
- 恋するプライベートアイランド（2023年1月4日・1月5日・1月6日、テレビ朝日）- MC
- おじさんとおじさん（2023年1月5日、テレビ朝日）- MC ※渡辺隆（錦鯉）とダブルMC[17]
- 冬の祭典2023（2023年2月18日、テレビ信州）- MC[18]
- 本気でkep1erランド（2023年4月1日・4月15日、テレビ朝日）- MC ※吉村崇（平成ノブシコブシ）とダブルMC
- にんまりスマホ（2023年5月22日・5月29日、テレビ東京）- MC※ヒコロヒーとダブルMC[19]
- 買いトク探偵団（2023年6月10日・11月18日・2024年3月10日、日本テレビ）- 所長[20]
- キミの地元で恋したい（2023年6月19日・6月26日、テレビ東京）- 司会[21]
- モクバラナイト（TBS）
  - 恋がイキナリさめる瞬間 カエル王子と言いたがりの姫（2023年10月5日・10月12日）- 進行[22]
- トレバラ 〜TREASUREのバラエティ塾〜（2023年10月28日・11月11日、テレビ朝日）- MC※吉村崇（平成ノブシコブシ）とダブルMC
- テレビ静岡開局55周年記念特番 しずおか35市町ご当地タイムズ（2023年10月29日、テレビ静岡）- MC[23]
- ホンダモビリティ中部presents 中部10県!行かなきゃワカランQ（2024年7月28日、中京テレビ）- MC※イワクラ（蛙亭）とダブルMC[24]
- 喫茶しのぶ（2024年9月28日・2025年1月18日・3月29日、日本テレビ）- MC※大竹しのぶと坂上忍と共にMC[25]
- 古着で呑む（2025年2月5日・2月12日・2月19日、BSテレ東）- MC[26]
- 芸能人格付けチェック(2025年3月22日 ABCテレビ)

#### 配信番組
- 罵倒村（2025年5月13日、Netflix）[27]

### テレビドキュメンタリー
- 未来予測反省会（2024年3月28日 - 、NHK総合）[28]

### ドラマ
- ブラックペアン 第7話（2018年6月3日、TBS） - 帝華大医局員・武田秀文 役
- 凪のお暇 第7話・第9話（2019年8月30日・9月13日、TBS） - 我聞慎一 役
- ひみつ×戦士 ファントミラージュ! 第42話「サキとちひろの神隠し!?」（2020年1月25日、テレビ東京） - 世界的なアニメ監督の長崎隼 役[29]
- 和田家の男たち 第4話（2021年11月12日、テレビ朝日） - 安西 役
- 正直不動産（2022年4月5日 - 6月7日、NHK総合） - 大河真澄 役[30]
  - 正直不動産スペシャル（2023年1月3日、NHK総合・NHK BS4K）[31]
  - 正直不動産2（2024年1月9日 - 3月12日、NHK総合・NHK BSプレミアム4K）[32]
- 完ペキな未来へ（2024年8月7日 - 28日、テレビ朝日） - 主演[33]
- 連続テレビ小説
  - 虎に翼（2024年前期） - 横井忠次(東田の弁護士) 役[34]
  - おむすび（2024年後期） - 松原保 役[35]

### ラジオ
レギュラー
- らじらー! サンデー（2021年1月31日、3月28日、9月19日 - 、NHKラジオ第一）- （ゲストMC[注 1]）

ゲスト
- プレイステーション presents ライムスター宇多丸とマイゲーム・マイライフ（2021年4月29日、5月6日、TBSラジオ）

### 映画
- さかなのこ（2022年9月1日公開、東京テアトル） - 番組MC 役[36]
- 禁じられた遊び（2023年9月8日、東映） - 大門謙信 役[37]
- アンダーニンジャ（2025年1月24日、東宝） - 担任 役[38]

### CM
- 日本郵便 ゆうパック 「ゆうパック ご近所散歩中・驚きの事実/安い」篇・「ゆうパック ご近所散歩中・驚きの事実/集荷」篇（2022年11月16日 - ）[39]

### 舞台
- 崩壊シリーズ「九条丸家の殺人事件」（2016年4月8日 - 4月24日） - 荻窪遊々演劇社 城山一路「九条丸長治郎」役 ※Wキャスト